# Viviana Gibelli
 (octobre 2015).
Si vous disposez d'ouvrages ou d'articles de référence ou si vous connaissez des sites web de qualité traitant du thème abordé ici, merci de compléter l'article en donnant les références utiles à sa vérifiabilité et en les liant à la section « Notes et références ».
Viviana Gibelli, née le 22 décembre 1966 à Caracas au Venezuela), est une actrice, mannequin, hôtesse d'émissions de télévision et candidate à l'élection de Miss Venezuela.

## Filmographie
- 1992 : Circo complice (série télévisée) : la complice
- 1993 : Por amarte tanto (es) (série télévisée) : Laura
- 1995 : Ka Ina (es) (série télévisée) : Catalina Miranda
- 1996 : Pecado de amor (es) (série télévisée) : Esperanza Hernández
- 1998 : El país de las mujeres (es) (série télévisée) : Pamela Fuentes Gómez
- 1998 : Viviana a la medianoche (série télévisée) : elle-même, l'hôtesse
- 2000 : La guerra de los sexos (es) (série télévisée) : elle-même, l'hôtesse
- 2002 : Don Francisco presenta (série télévisée) : elle-même
- 2002 : El gordo y la flaca (série télévisée) : elle-même
- 2003 : Baño de Damas de Michel Katz : Cloe
- 2003 : Gata salvaje (série télévisée) : Jacqueline Tovar
- 2003-2004 : ¡Despierta América! (série télévisée) : elle-même et co-hôtesse
- 2005 : Premio lo Nuestro a la música latina 2005 (téléfilm) : elle-même
- 2005 : Noche de estrellas: Premio lo Nuestro 2005 (téléfilm) : elle-même
- 2004-2007 : Pa'lante con Cristina (série télévisée) : elle-même / la juge
- 2008 : Arroz con leche (es) (série télévisée) : elle-même